# Castel Liteggio
Castel Liteggio è un'antica roccaforte in rovina risalente al XV secolo situata nell'omonima località, in provincia di Bergamo.
Venne fatto costruire dai Visconti in posizione strategica anche per la posizione immediatamente prossima al Fosso bergamasco, dove correva il confine con la Repubblica di Venezia. Tuttora sono ancora visibili parti di muratura merlata ed il fossato, particolari che lo resero una possente fortificazione all'epoca dell'edificazione. A oggi oltre al castello medievale (che in passato ebbe anche funzione di scuola elementare), sono presenti altre abitazioni, che rendono Liteggio un vero e proprio borgo.